# (1614) Goldschmidt
(1614) Goldschmidt ist ein Asteroid des Hauptgürtels, der am 18. April 1952 vom französischen Astronomen Alfred Schmitt in Ukkel entdeckt wurde. 
Der Asteroid trägt den Namen des deutschen Astronomen und Malers Hermann Mayer Salomon Goldschmidt.